# Долбоносов, Владимир Николаевич
Влади́мир Никола́евич Долбоно́сов (8 апреля 1949, Москва — 25 сентября 2014, Москва) — советский футболист, защитник. Мастер спорта (с 1967 года), мастер спорта международного класса (16.08.1972).

## Карьера
Воспитанник московского «Динамо». Всю карьеру в высшей лиге чемпионата СССР провёл в этом клубе, сыграв в 1967—1974 годах 151 матч и забив 2 гола. Первый матч в качестве капитана команды провёл в 1972 году, став в 1973—1974 годах основным капитаном. Закончил карьеру игрока в 1976 году в первой лиге в составе ташкентского «Пахтакора».
Играл за молодёжную и юношескую сборные СССР.
В 1992—2001 годах работал на административных должностях:
- 1992—1995 — президент «Динамо-Газовик» Тюмень
- 1993—1994 — начальник команды «Динамо-Газовик»
- 1998 — генеральный директор ФК «Тюмень»
- 1999—2000 — начальник команды «Торпедо-ЗИЛ» Москва
- 2001 — начальник команды «Арсенал» Тула

Сын Владимир — также в прошлом профессиональный футболист.

## Достижения
- Чемпион Европы среди юношей 1967 года
- Обладатель Кубка СССР 1970 года
- Бронзовый призёр чемпионата СССР 1973 года
- Финалист Кубка обладателей кубков 1971/72[6]